# Управление государственной безопасности Республики Сербской
Управление государственной безопасности (серб. Ресор државне безбједности) — государственная организация, выполнявшая обязанности и задачи государственной безопасности под руководством МВД Республики Сербской в 1992—1998 годах.

## История
Закон о внутренних делах, был принят Народной скупщиной на его заседании 28 февраля 1992 года, организованной Министерством внутренних дел, которая состояла из двух отделов: Отдела общественной безопасности и Агентства национальной безопасности. Министерство за пределами своей штаб-квартиры Службы безопасности в качестве региональных подразделений, а также в их составе для муниципалитетов образовалась станция общественной безопасности.
30 декабря 1993 года на заседании Народной скупщиной произошло  внесение изменений в «Закон об органах внутренних дел»,  принятый, Управлением общественной безопасности и Управлением государственной безопасности. Кроме того, название силовой структуры «милиция» было изменено на «полиция». На месте многих были сформированы отдельные центры Управления общественной безопасности и государственной безопасности в качестве региональных подразделений.
В 1997 году в послевоенное время были приняты поправки в «Закон о внутренних делах» , в котором задачи и обязанности общественной безопасности непосредственно осуществляются Министерством, сохраняя при этом государственную безопасность. В 1998 году был принят новый «Закон о внутренних делах».  Была учреждена Служба разведки и безопасности Республики Сербской в качестве специального органа для разведки и контрразведки.

## Организация
Управлением государственной безопасности руководил помощник министра (начальник Управления), который был ответственен перед министром внутренних дел. Управление находится за пределами штаб-квартиры в центре Управления государственной безопасностью в качестве региональной организации подразделений.
Помощник министра (начальник Управления, начальник службы) назначался на должность и освобождался от должности постановлением Правительства Республики Сербской.